# アスクレピオスの聖地エピダウロス
アスクレピオスの聖地エピダウロス（アスクレピオスのせいちエピダウロス）は、ギリシアのペロポネーソス地方、アルゴリス東岸のサロニコス湾にあった古代の有力ポリス、エピダウロスの領内に位置したアスクレーピオスの聖域（アスクレピエイオン）を指す。1988年に国際連合教育科学文化機関（ユネスコ、UNESCO）の世界遺産（文化遺産）に登録された。

## 位置
古代エピダウロス（英: Ancient Epidauros、希: Αρχαία Επίδαυρος）のアスクレーピオスの聖域は、西方のアルゴスに向かうリグリオの内陸平野付近の山麓部にあり、サロニコス湾のパレア・エピダウロス〈英: Palaia Epidavros、希: Παλαιά Επίδαυρος〉）の西約7キロメートル (4 mi)から10キロメートル (6 mi)、アルゴリコス湾のナフプリオの東25キロメートル (16 mi) に位置する。

## 伝承
ヘーシオドス、ピンダロス、オウィディウスによれば、アスクレーピオスはアポローンとテッサリア（ラピテース族）の王プレギュアースの娘コローニスの子で、地元の伝承によれば、エピダウロスがアスクレーピオス生誕の地であるといわれる。プレギュアースが娘を伴いペロポネーソスに来た際、アポローンの子を宿していたコローニスが、エピダウロス領内でひそかに子を出産し山に捨てた。その山はアスクレーピオスの聖域の北東にあるティッティオン山（乳房の山〈ティトティオンは「乳首」の意〉）といわれ、捨てられた子は、放牧されていた1頭の牝ヤギに授乳され、1頭の牧畜犬に見守られた。そして牧人が見つけた子は後光に輝いていたという。
アスクレーピオスは、アポローンによってケンタウロス族のケイローンのもとで養育されて医術を授けられ、死人さえ生き返らせるほどの名医になった。アスクレーピオスは女神アテーナーが授けたゴルゴーンの血により死人を蘇生させたともいうが、ゼウスは人間をよみがえらすことは天地の秩序を覆すものとしてアスクレーピオスを雷で撃ち殺した。そしてアスクレーピオスは医神として星（へびつかい座〈蛇遣座、Ophiuchus〉）になったとされる。

## 歴史

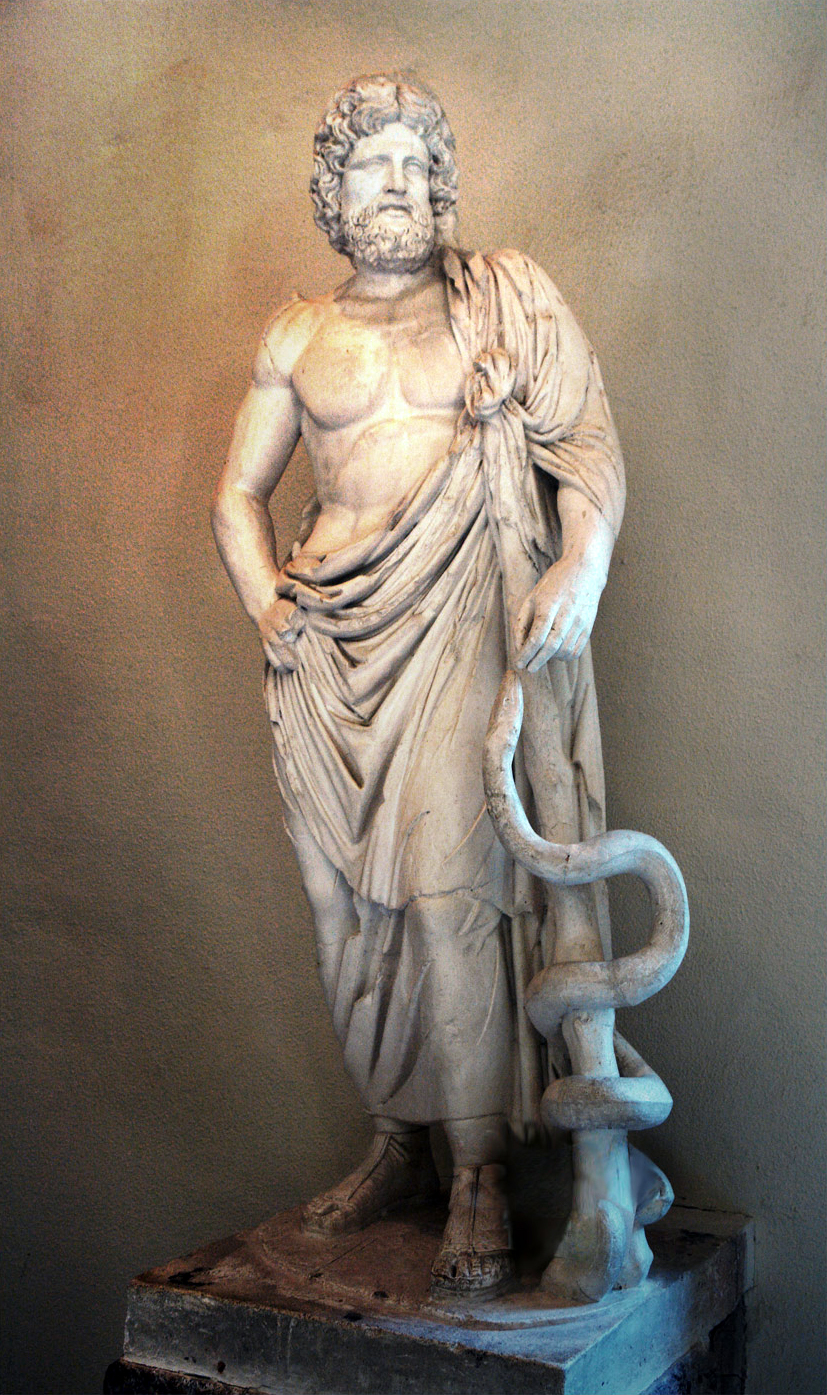
アスクレーピオス像（エピダウロス考古学博物館）

エピダウロスのアスクレーピオスの聖域より東約1キロメートル (0.6 mi) に位置するキュノルティオン山には、アポローン・マレアタスの聖域があり、新石器時代のヒトの痕跡が認められ、青銅器時代のうち初期青銅器時代（初期ヘラディック期、紀元前3千年紀）には居住跡などや土坑墓も確認される。やがて中期青銅器時代にかけて、この住居の跡地に宗教的儀礼の場が形作られ、ミケーネ時代にはキュノルティオン山の北斜面に聖域が形成された。その後、聖域は紀元前7世紀後半から紀元前6世紀に発展した。古典期の神殿の下層からは紀元前550年ごろの神殿の遺構が確認されている。この聖域の発展により別の空間が必要となり、紀元前6世紀のうちに近隣の低地に設営された聖域が、アスクレーピオスの聖域になったといわれる。
当初崇拝された地元の半神マレアタス（「マレアの人」の意）がアポローンと習合してアポローン・マレアタスとなり、アポローンの子アスクレーピオスと同一視されるようになっていた。アポローン・マレアタスの聖域からは医療用の器具の遺物も発見されている。そして紀元前5世紀には、エピダウロスの祭神アスクレーピオスによる治癒信仰が全ギリシア世界へと広がっていった。なかでも紀元前420年ごろ（前420-前419年）のアテーナイの疫禍の際にアクロポリスにアスクレピエイオンが分祀されたほか、紀元前4世紀ごろにペルガモン、それに紀元前293-前291年のローマの疫禍の際にはティベリーナ島に分祀された。

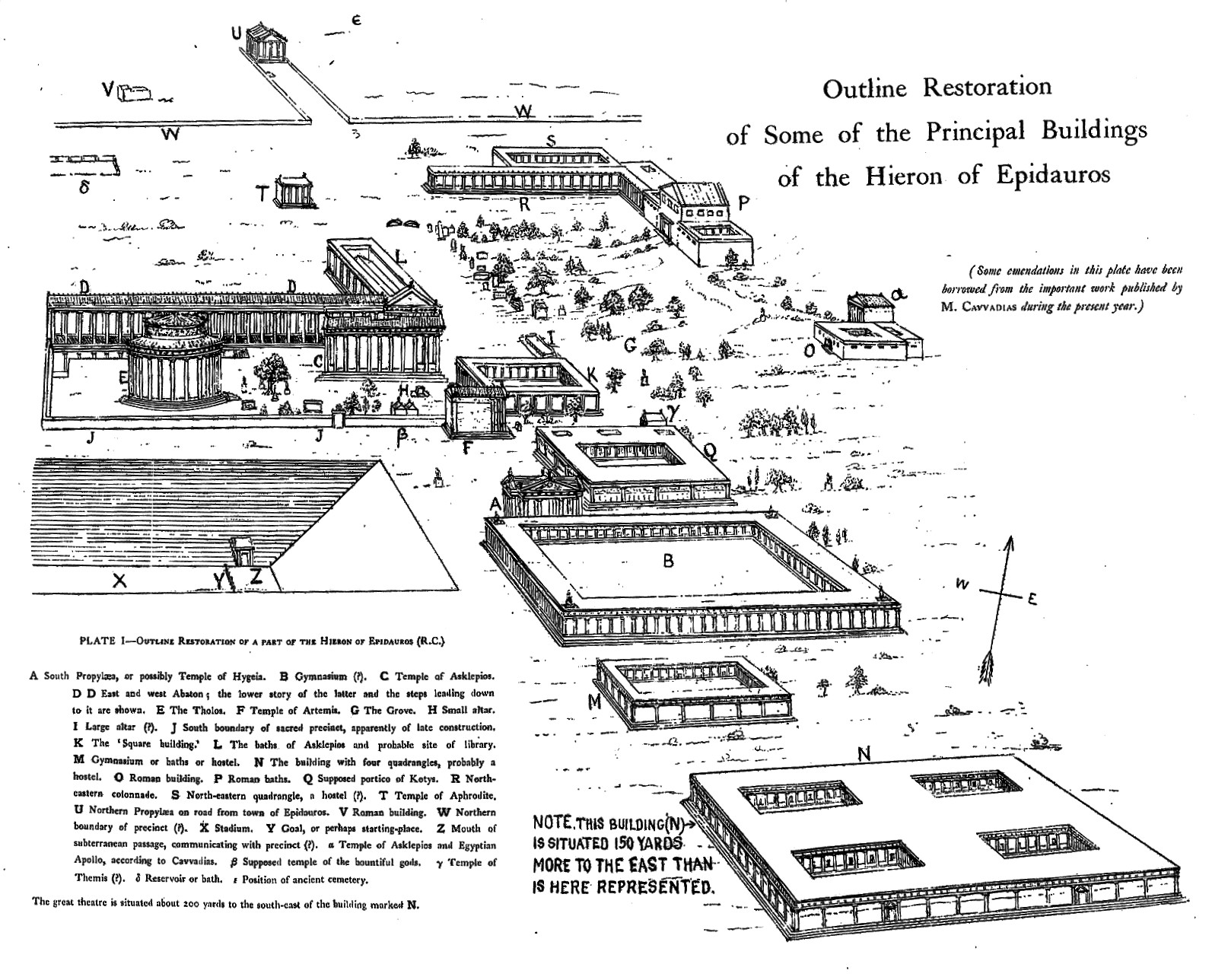
エピダウロスの聖域の概要復元図

紀元前5世紀末-前4世紀の聖域アスクレピエイオンの名声とともに、アスクレピエイア祭の競技会が4年に1度、イストミア大祭の9日後に開催され、紀元前380年ごろには詩や音楽の競演が追加された。主な構造物として知られるアスクレーピオス神殿、トロス、劇場などは紀元前4世紀にさかのぼる。エピダウロスは紀元前4世紀末-前3世紀に治癒信仰の中心地として最盛期を迎え、アスクレーピオスの聖域アスクレピエイオンは拡充されていった。
アスクレピエイオンにおける紀元前350年ごろの碑文によれば、神癒嘆願者である患者はエンコイメシス（英: incubation、お籠もり〈参籠〉）による眠りの儀式や状態に導かれ、さまざまな治療が行われた。患者はアバトン（関係者以外「立ち入り禁止の場所〈至聖所〉」の意）またはエンコイメテリオン（Enkoimeterion、「横になり眠る場所〈就寝所〉」の意〉と呼ばれる「お籠もり堂」で一夜眠り、夢による治療や保養に関する神宣を得たという。また、天井にケシの花が彫られていたことから睡眠の導入にはアヘンが用いられていたことが示唆される。
紀元前1世紀、エピダウロスは紀元前87年、ローマの将軍スラに侵略され、紀元前67年には海賊の略奪により荒廃したが、紀元後2世紀、小アジア出身ギリシア人でローマ元老院議員身分のアントニヌスによりローマ浴場などが構築されたことにより、ローマのもとで聖域は復興するとともに、東方の諸神信仰も新たにもたらされた。しかし395年、ゴート族の襲撃により聖域は破壊され、426年、東ローマ皇帝テオドシウス2世（在位408-450年）により全ての異教崇拝が禁止が命じられた。それでもエピダウロスは5世紀中ごろまでキリスト教の治癒施設として知られたが、その後、522年と551年の地震によりエピダウロスの聖域は完全に放棄された。
エピダウロスの遺跡の発掘は、1881年、ギリシア人考古学者パナギオティス・カヴァディアスによりアテネ考古学協会（ギリシア考古学協会）のもとで開始された。また、エピダウロス信仰発祥のアポローン・マレアタスの聖域は、1974年より本格的な発掘調査および修復が実施されている。

## 遺跡

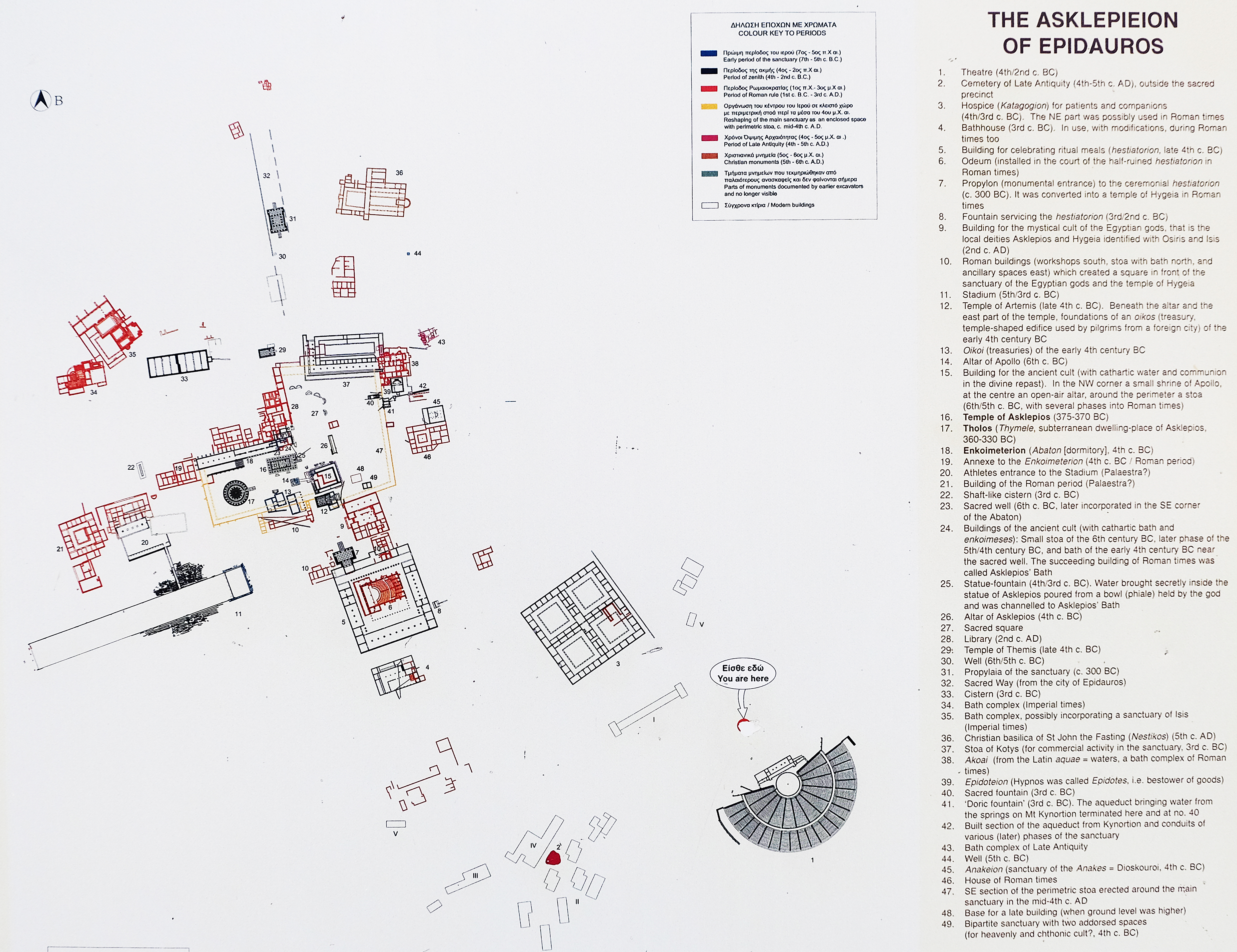
エピダウロスのアスクレーピオス聖域の案内板

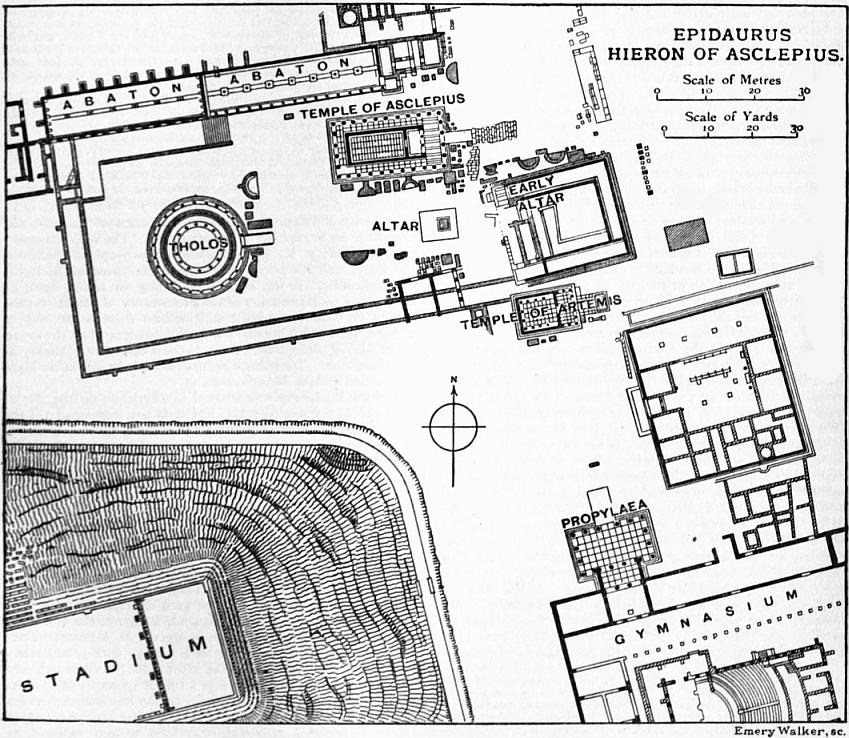
アスクレーピオスの聖域中心部

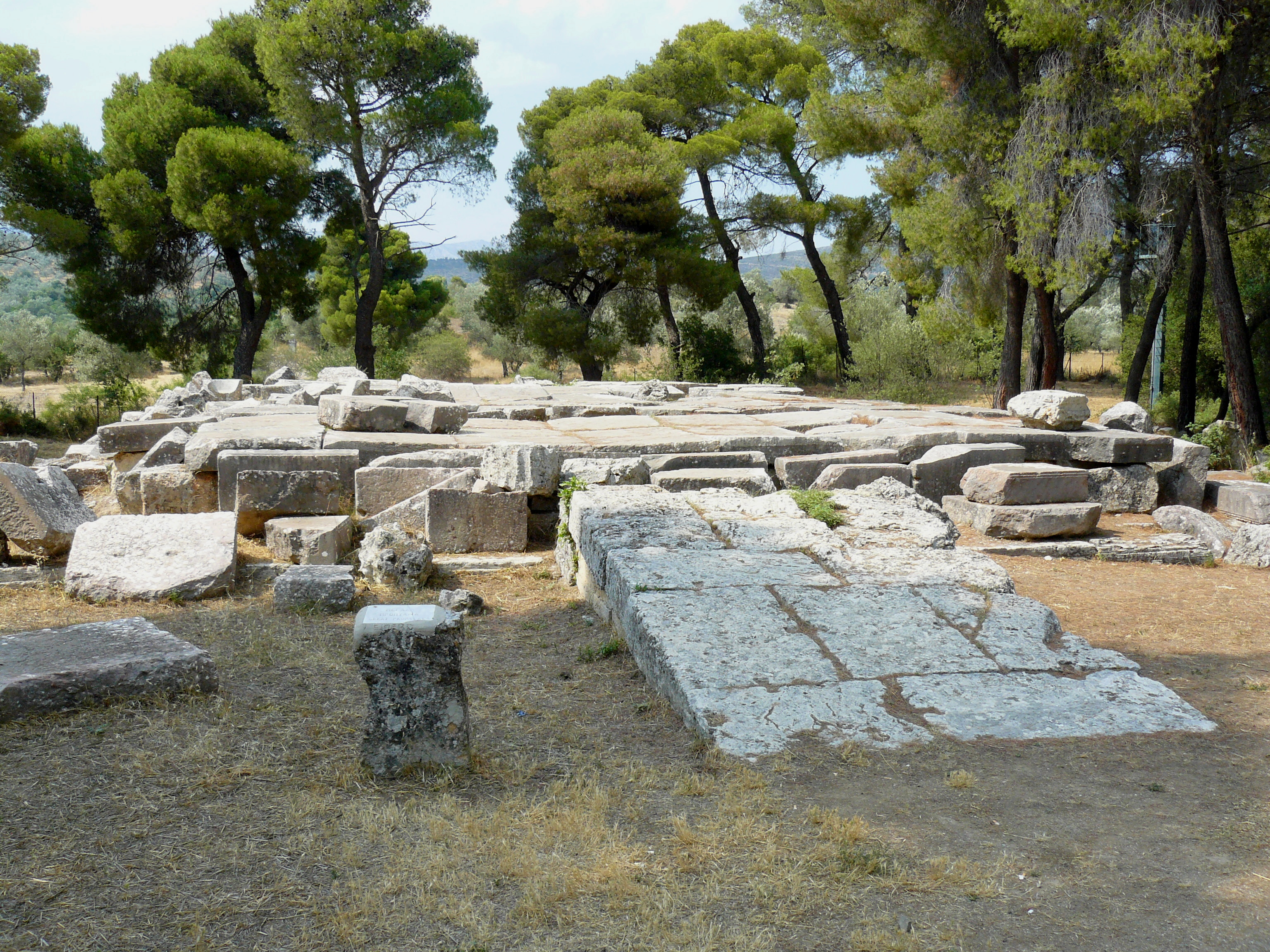
聖域のプロピュライア基壇部

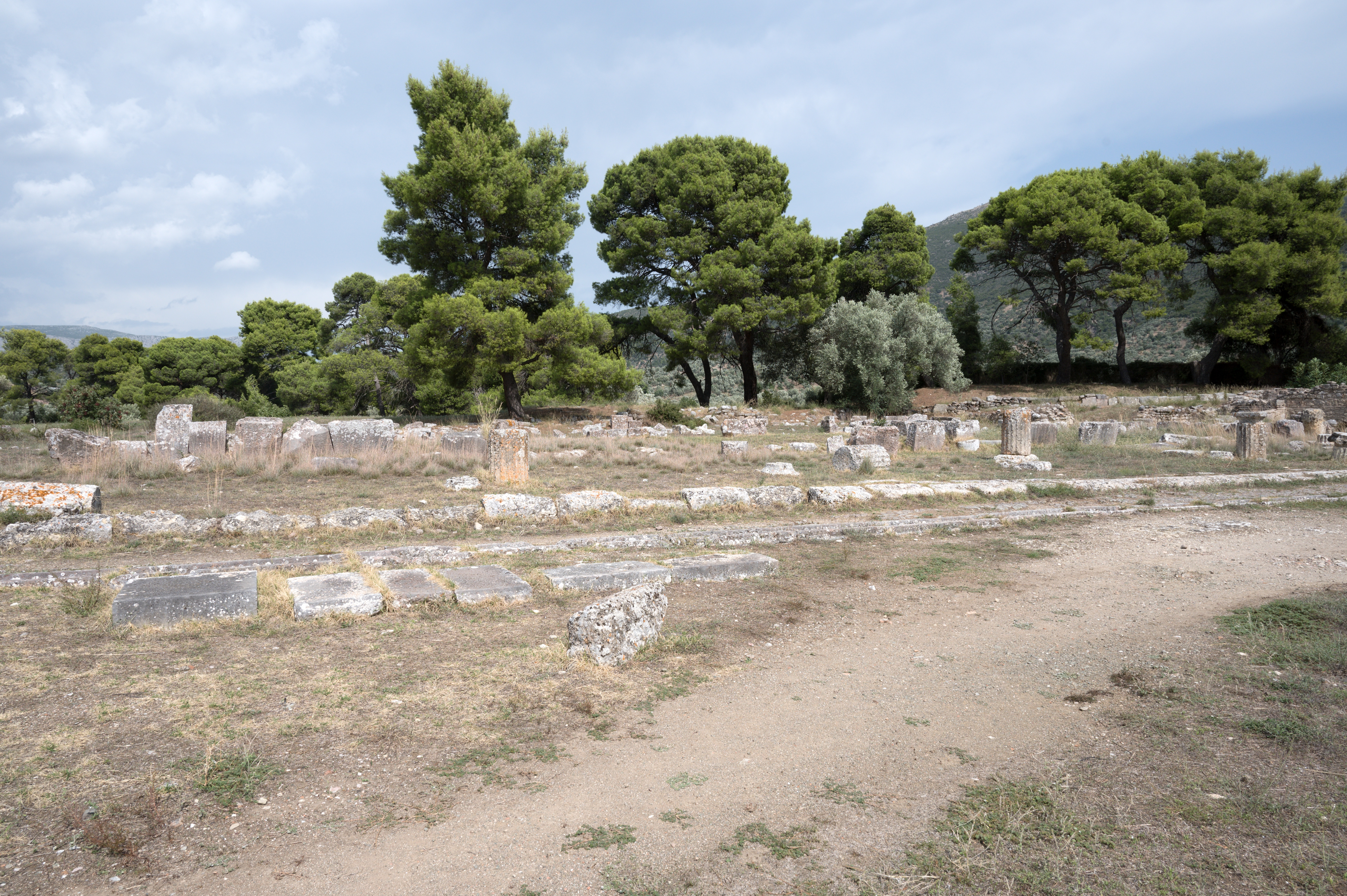
コテュスの柱廊の遺構

1. 劇場（紀元前4-前2世紀ごろ）
2. 古代末期の墓地（紀元後4-5世紀） - 聖域の境界外
3. 宿泊所（カタゴギオン〈クセノン〉、紀元前4-前3世紀ごろ〈前320-300年ごろ〉）

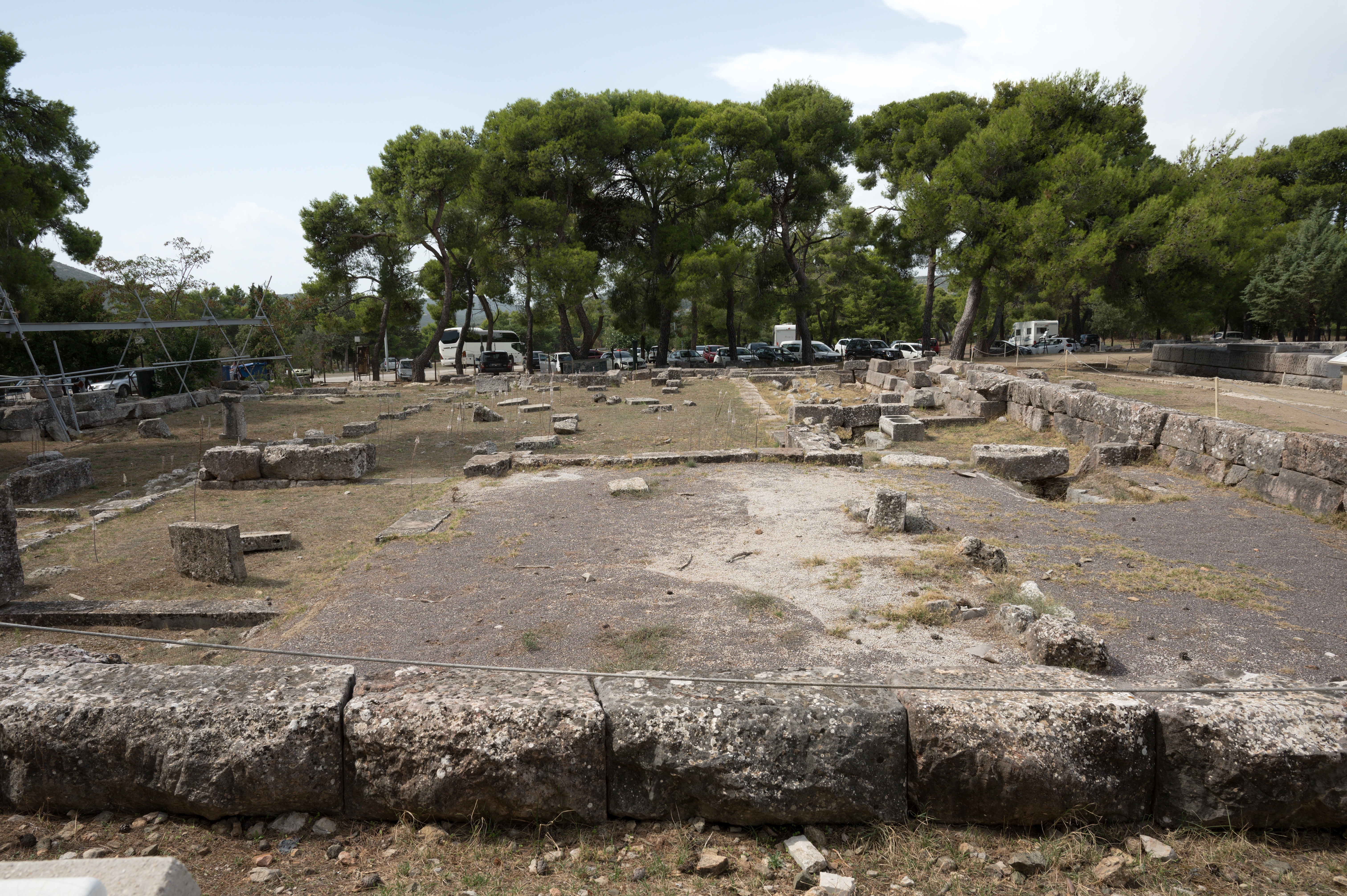
ギリシア浴場の遺構

4. ギリシア浴場（紀元前3世紀〈初頭、前300-前280年〉ごろ）
5. 宴会場（ヘスティアトリオン、紀元前4世紀後半ごろ）
6. オデイオン（ローマ時代〈紀元後2-3世紀初頭〉）
7. 宴会場のプロピュロン（紀元前300年ごろ）、ヒュギエイア神殿（ローマ時代）
8. 宴会場の泉場（紀元前3-前2世紀ごろ）
9. エジプトの神々の聖所（紀元後2世紀ごろ）
10. ローマ時代の建造物群
11. スタディオン（紀元前5-前3世紀ごろ）
12. アルテミス神殿（紀元前4世紀後半）
13. 宝庫（オイコイ、Oikoi〈家〉、紀元前4世紀初頭）
14. アポローンの祭壇（紀元前6世紀ごろ）
15. 建造物E（紀元前6-前5世紀ごろ〈祭司たちの家、ローマ時代〉）
16. アスクレーピオス神殿（紀元前375-前370年）
17. トロス（テュメレー〈テュメラ〉、紀元前360-前330年）
18. アバトン（エンコイメテリオン、紀元前4世紀ごろ）
19. エンコイメテリオン別館（紀元前4世紀ごろ-ローマ時代）
20. 競技者の入口（パライストラ〈競技者の宿所とパライストラ、体育所〉）
21. ローマ時代の建造物（パライストラ）
22. 立坑水槽（紀元前3世紀ごろ）
23. 聖なる井戸（紀元前6世紀ごろ）
24. 古代崇拝の建造物群（紀元前6-前4世紀）、アスクレーピオスの浴場（ローマ時代）
25. 像の泉（紀元前4-前3世紀）
26. アスクレーピオスの祭壇（紀元前4世紀ごろ）
27. 聖なる広場
28. 図書館（紀元後2世紀ごろ）
29. テミス神殿（紀元前4世紀後半ごろ）
30. 井戸（紀元前6-前5世紀ごろ）
31. 聖域のプロピュライア（紀元前300年ごろ）
32. 聖道
33. 貯水槽（紀元前3世紀ごろ）
34. 浴場（ローマ帝国時代）
35. 浴場（ローマ帝国時代）
36. キリスト教バシリカ（St John the Fasting〈Nestikos〉、紀元後5世紀ごろ）
37. コテュスの柱廊（紀元前3世紀ごろ）
38. ローマ浴場（アコアイ、Akoai）
39. エピドテイオン
40. 聖なる泉（紀元前3世紀ごろ）
41. ドーリス式の泉（紀元前3世紀ごろ〈前250年ごろ〉）
42. 導水管
43. 古代末期の浴場
44. 井戸（紀元前5世紀ごろ）
45. アナケイオン（アナケス〈ディオスクーロイ〉の聖域、紀元前4世紀ごろ）
46. ローマ時代の建物
47. 中央周柱廊の南東部（紀元後4世紀中ごろ）
48. 後期建造物の基部
49. 背中合せの聖所（紀元前4世紀ごろ）

### 宿泊所

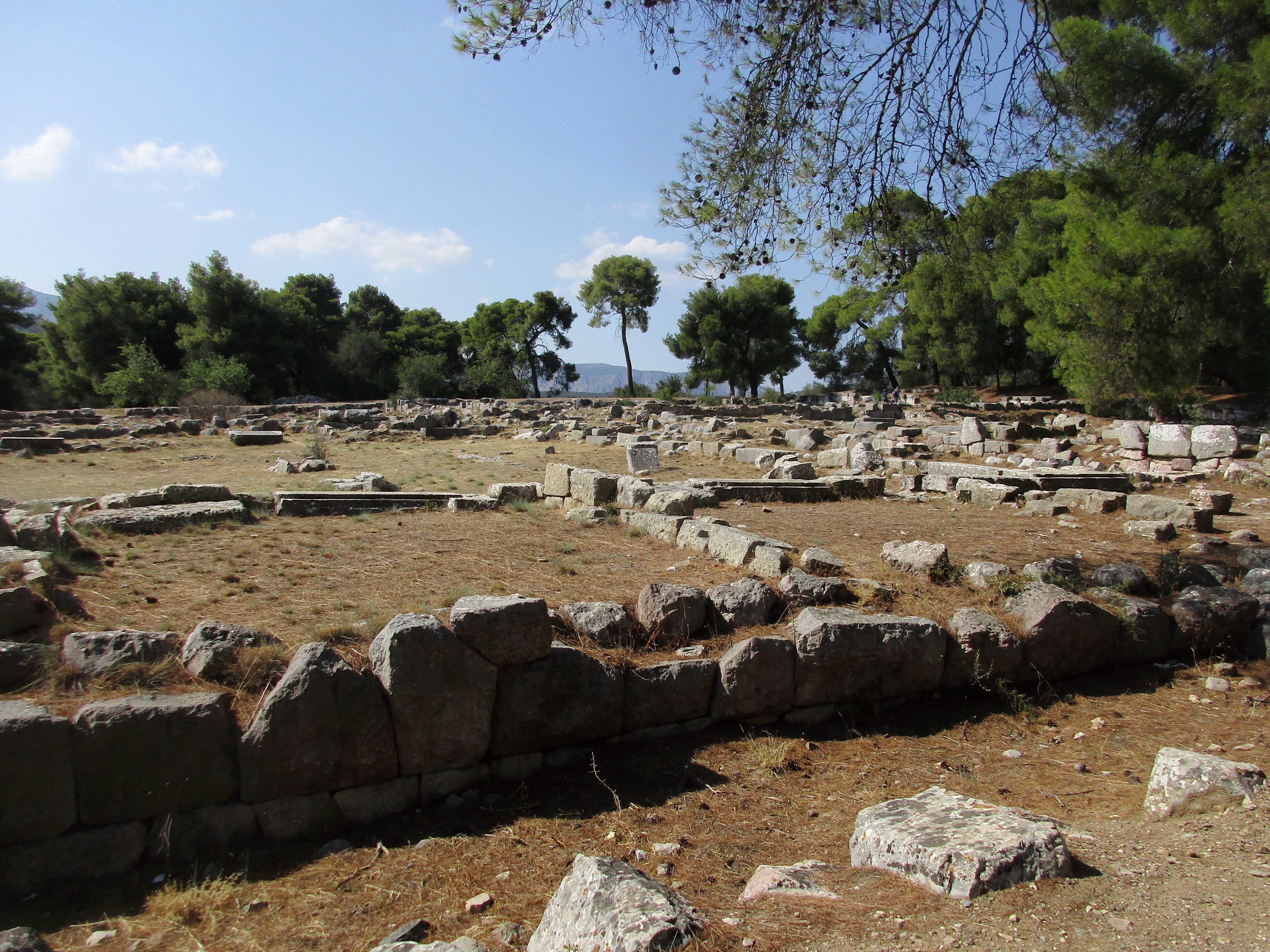
カタゴギオン

カタゴギオン (Katagogion、カタゴゲイオン、Katagogeion) もしくはクセノン (Xenon) と呼ばれる2階建ての宿泊施設で、1辺76.3メートル (250 ft)の正方形をなし、内部にはドーリス式列柱が配された4つ中庭の周囲に60室が備えられていた。多孔質石灰岩（ポロス石）の基部上の壁の下層や敷居、列柱の基台などの部分が残存する。

### 宴会場

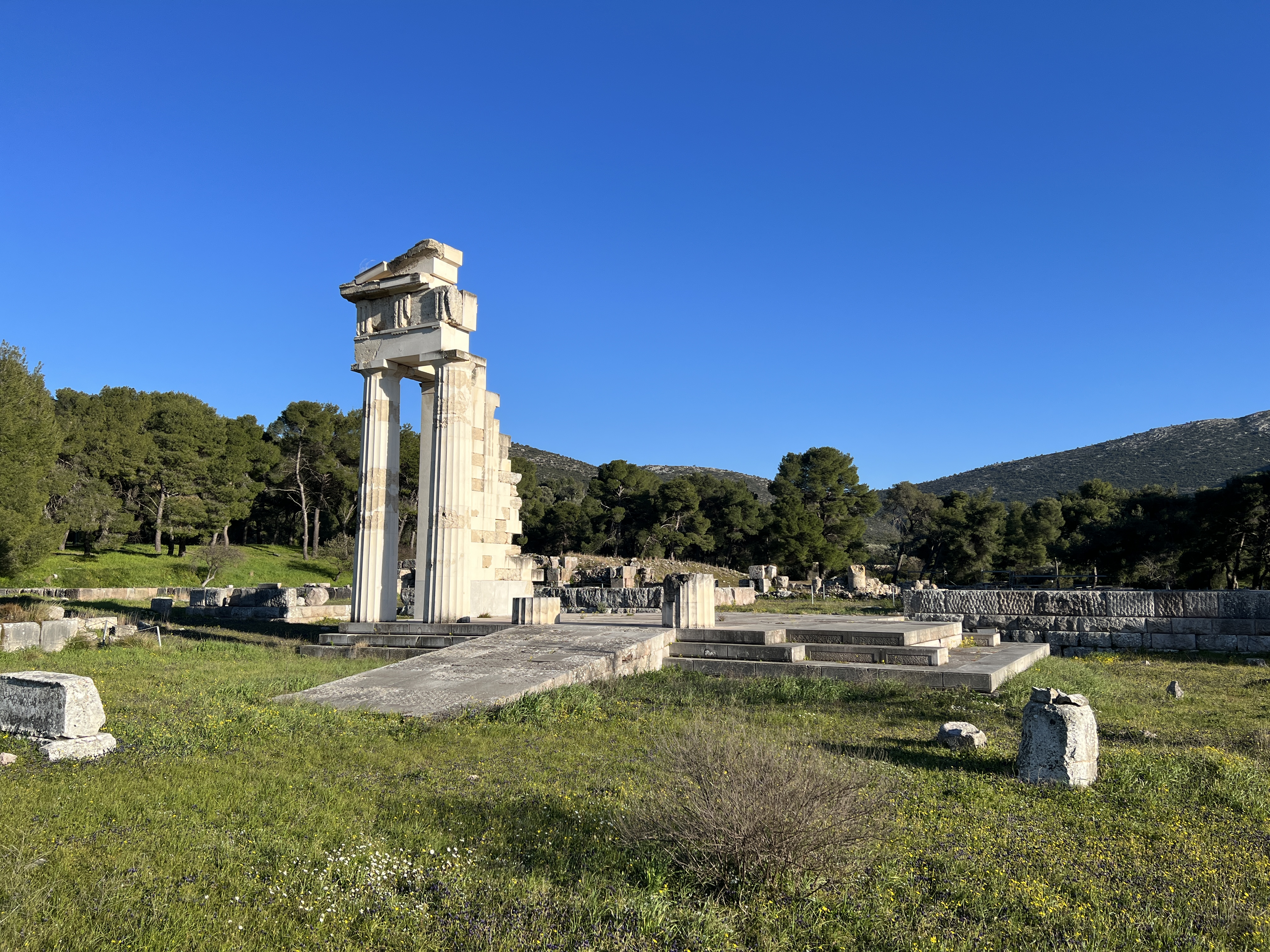
ヘスティアトリオンのプロピュロン

ヘスティアトリオン (Hestiatorion) と呼ばれる参詣者の宴会施設であったが、この構造物はギュムナシオン（体育所）とも捉えられていた。多孔質石灰岩（ポロス石）で構築された基部は、76メートル (249 ft) ×70メートル (230 ft)。方形の東・西側に列柱基壇、南・北側に柱廊があり、内部にはドーリス式列柱60本（1辺16本）を巡らしたペリスタイルの中庭があったが、ローマ時代に焼煉瓦によるオデイオン（音楽堂）が構築された。
北西端にあったプロピュロンは、正面にドーリス式の柱6本を備えていた。1984-2010年、保全事業の一環として、ヘスティアトリオンやプロピュロンの一部などが修復されている。

### エジプトの神々の聖所
エジプトの神々すなわちオシーリスとイーシスとも同一視されたアスクレーピオス（アスクレーピオス・アイギュプティオス）と女神ヒュギエイア（アスクレーピオスの娘〈妻〉、「健康」の意）、それにアポローン（アポローン・アイギュプティオス）の3神を祀った。34.20メートル (112.2 ft) ×29.35メートル (96.3 ft)。パライストラとコテュスの柱廊（北側部分）とも推測されていた。

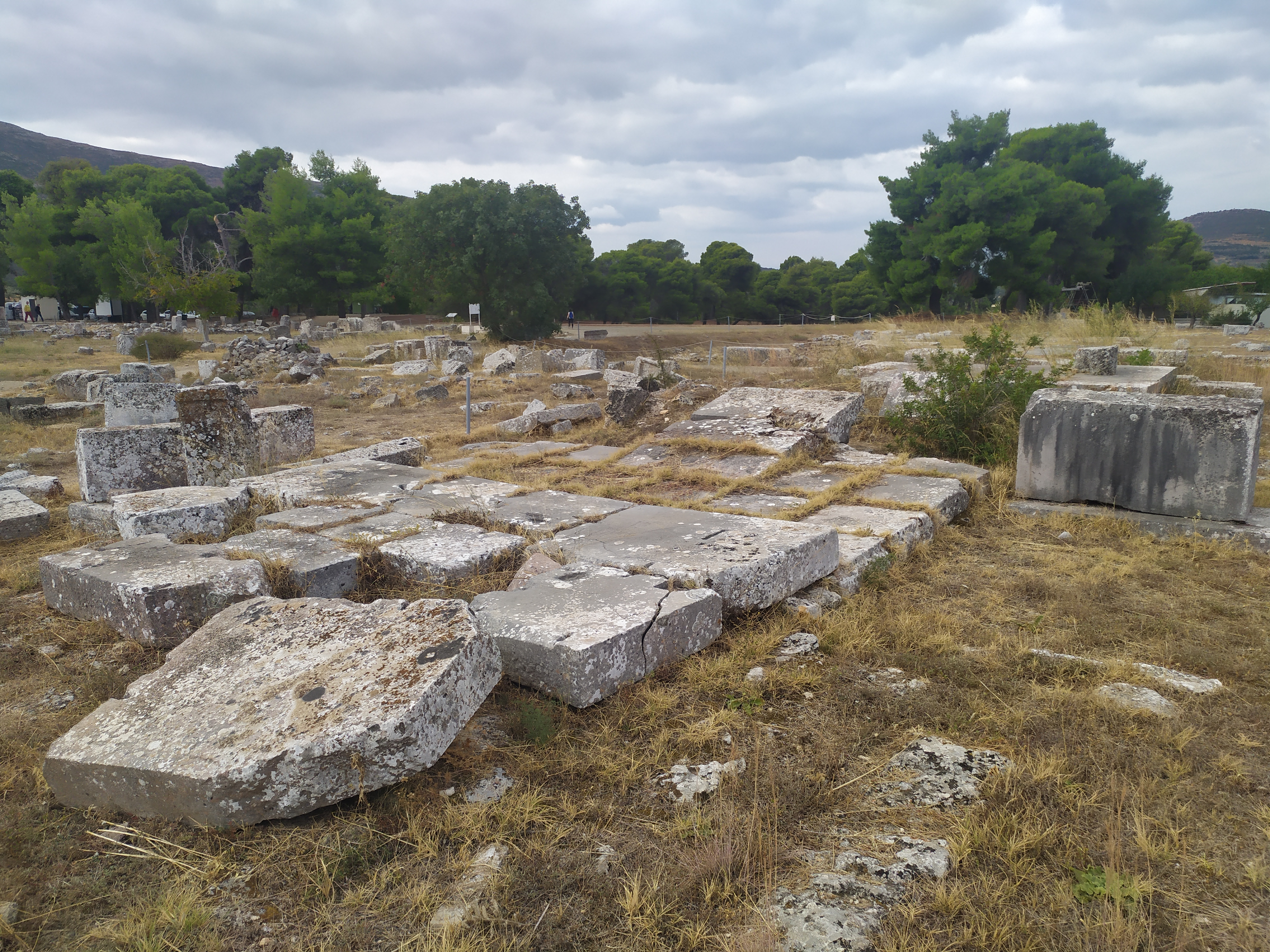
アルテミス神殿の遺構

### アルテミス神殿
アルテミスの神殿は東向きで、かつて正面（ファサード）にドーリス式円柱6本が並び、神殿の内陣（セラ）には祭神像が安置されて、コリントス式の柱10本により囲まれていた。東西7.25メートル (23.8 ft)、南北4.85メートル (15.9 ft) で、神殿の基部および東側に向って石敷きの傾斜路により通じる祭壇が認められる。

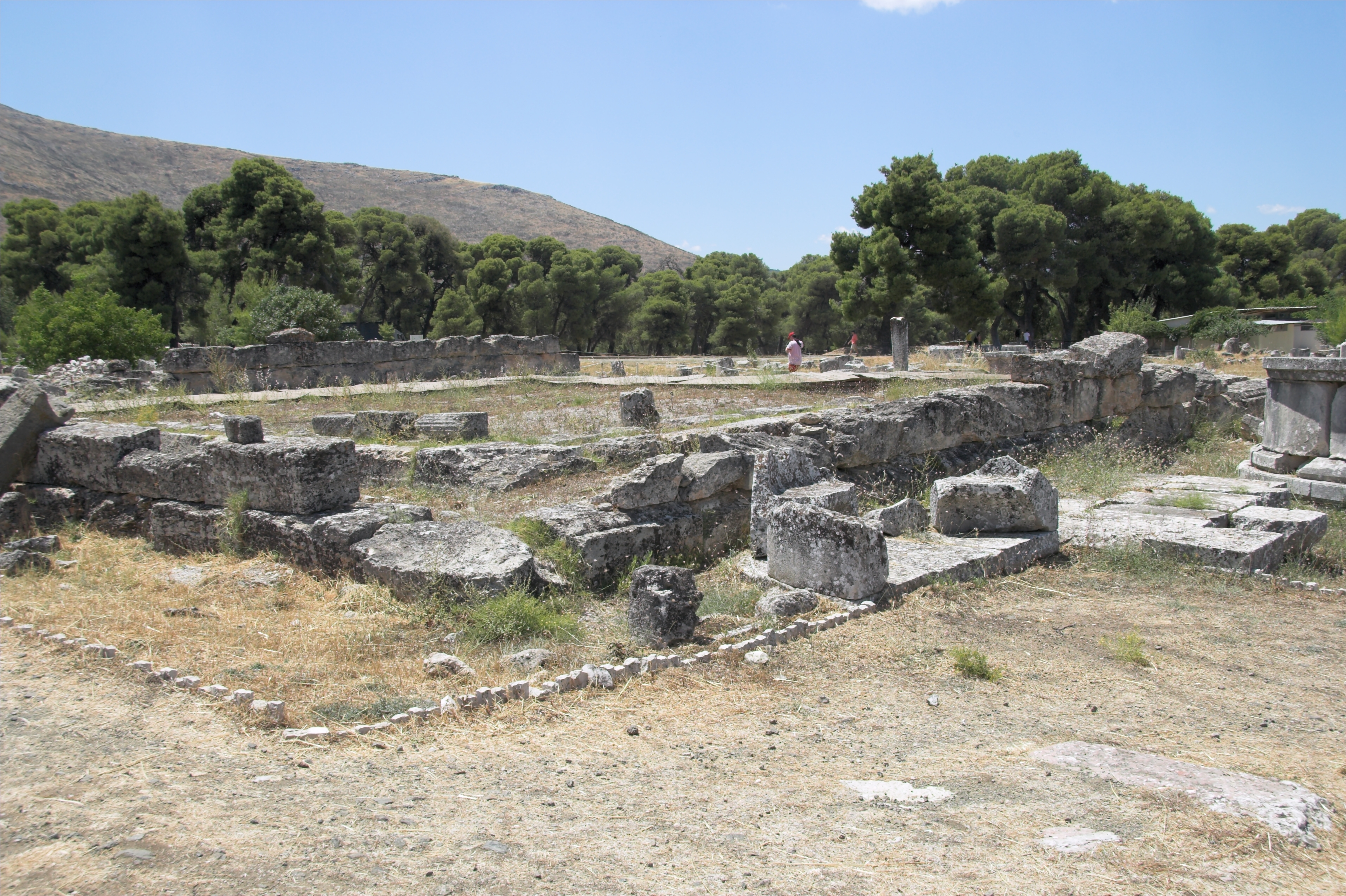
「建造物E」の遺構

### 建造物E
発掘に着手したカヴァディアスにより「建造物E」（英: ‘Building E’）と名付けられた。異なる時代にいくつかの段階を経て構築された四角形の構造物で、24.3メートル (80 ft) ×20.7メートル (68 ft)にポルチコと建物、中庭が認められる。原初にはアポローン崇拝における犠牲獣の祭壇を備えた犠牲祭の会場であった。今日に残る構造物はヘレニズム時代の建物の残存部とローマ時代の増築されたものであるが、中庭からは紀元前6世紀後半の犠牲獣の灰が堆積した祭壇とともに、アポローンとアスクレーピオスへの奉納物が数多く発見されている。また、当初の礼拝堂の痕跡が建物の北西端の礼拝堂の下層に認められる。紀元前5世紀初頭には祭壇をコの字形に囲む複合体構造物が造築され、北・南側に狭いポルチコが設けられた。紀元前5世紀後半より建物の一部が、当初の「お籠もり堂」（古い時代のアバトン）として使われたとも推測されている。

### アスクレーピオス神殿
崩壊した神殿の基壇は長径24.3メートル (80 ft)、短径13.2メートル (43 ft) で、神殿の床面（スタイロベート）は長径23.06メートル (75.7 ft)、短径11.76メートル (38.6 ft)。ドーリス式の周柱式（周翼式、ペリプテロス式）神殿で、長辺11本、短辺6本の柱に囲まれた。碑文によれば神殿の完成に4年余りを要した。神殿に祀られた祭神像は、玉座に腰掛けて杖を持ち、片手をアスクレーピオスを象徴するヘビの頭上にかざした黄金象牙像で、足元に一頭のイヌがうずくまるように配置され、玉座にはアルゴスの半神らの意匠が施されていた。
アスクレーピオスの祭壇は、神殿の東側に記念建造物として構築された長さ15メートル (49 ft) の犠牲祭壇であるが、それ以前に「建造物E」が存在したことから、東の軸線上から北にずれた位置にある。

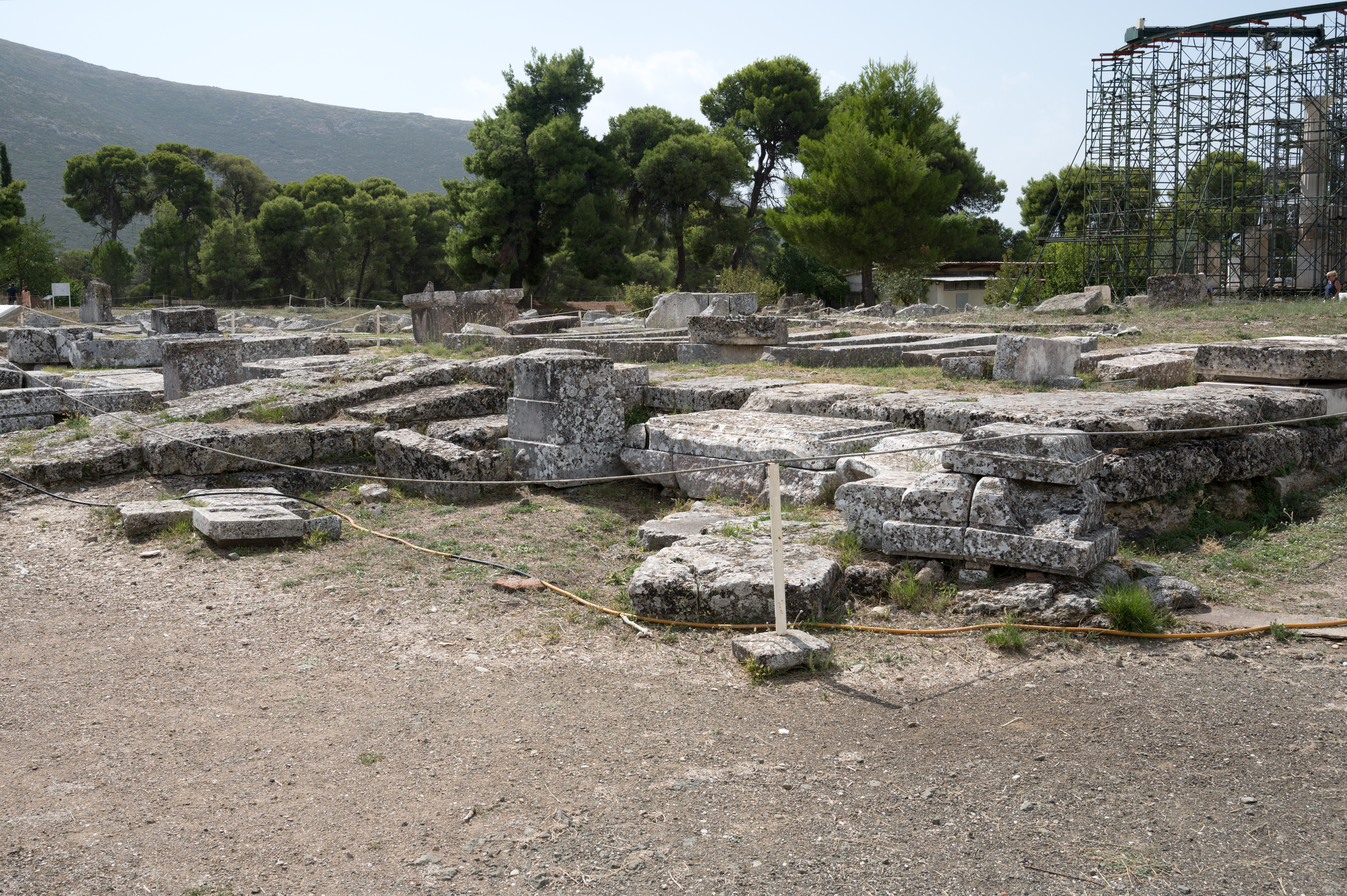
アスクレーピオス神殿の遺構
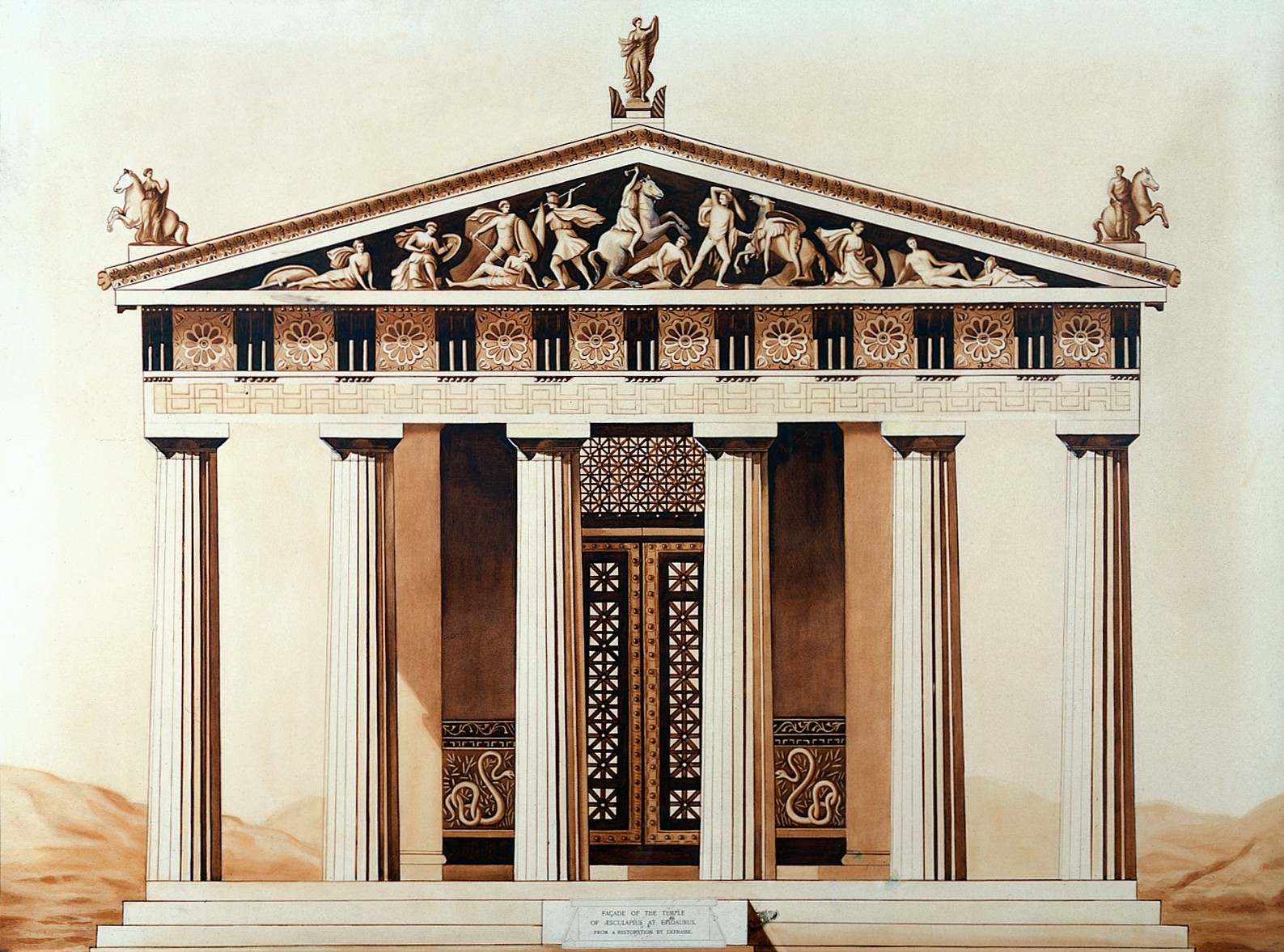
アスクレーピオス神殿の正面（ファサード）復元図

### トロス
エピダウロスのトロスは、碑文よりテュメレー(Thymele〈テュメラ、Thymela〉) とも称される円形建築物で、直径21.82メートル (71.6 ft)、床面（スタイロベート）直径約21.3メートル (70 ft)。外側には同心円の3重の基部があり、外周をドーリス式円柱26本が囲んでいた。円柱は多孔質石灰岩（ポロス石）で、柱上帯（アーキトレーブ）にはアテーナイからのペンテリコン産大理石に精緻な装飾が施されていた。堂内には高さ6.74メートル (22.1 ft)のコリントス式円柱14本が巡らされた。内側も3重の同心円で地下迷路（直径13.36m）構造を備えており、機能は不明ながらも何らかの儀式に使用されていたと推測される。多くの装飾が施されたトロスは、紀元前4世紀前半のアスクレーピオス神殿の完成後すぐに着工されたと考えられ、碑文によればその完成に30年近くかかったといわれる。

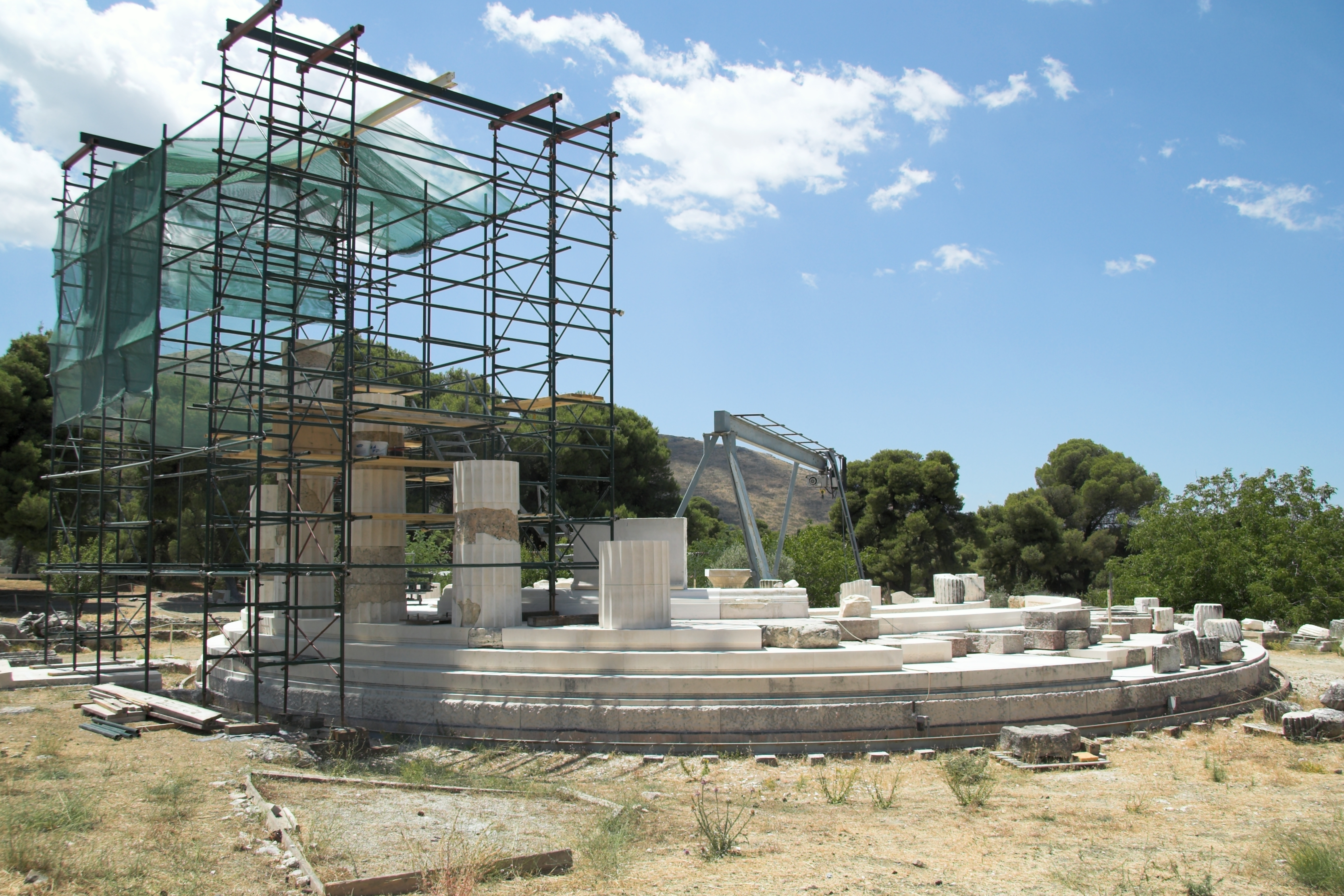
トロス（英語版）の遺構
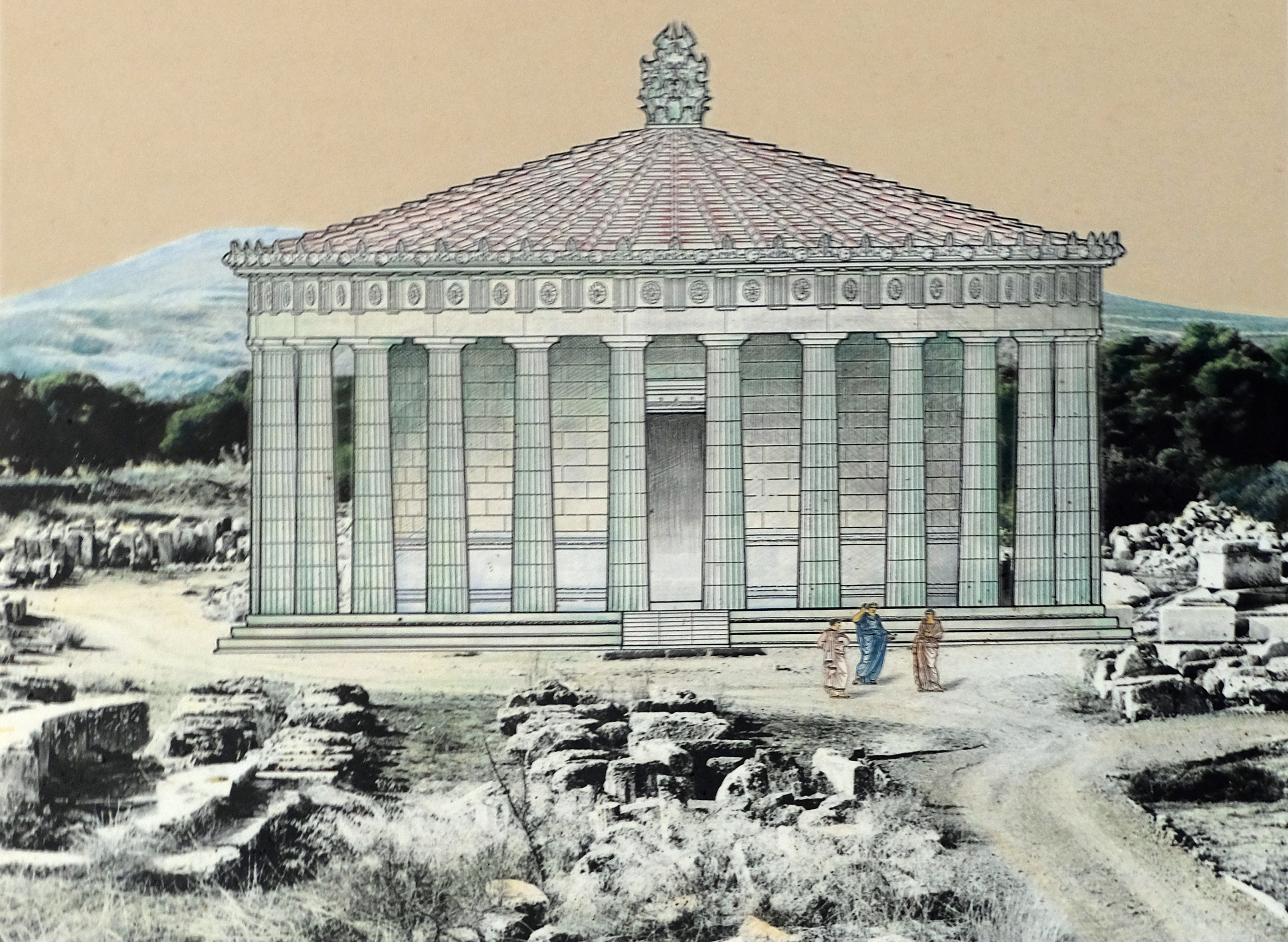
トロス（英語版）復元図
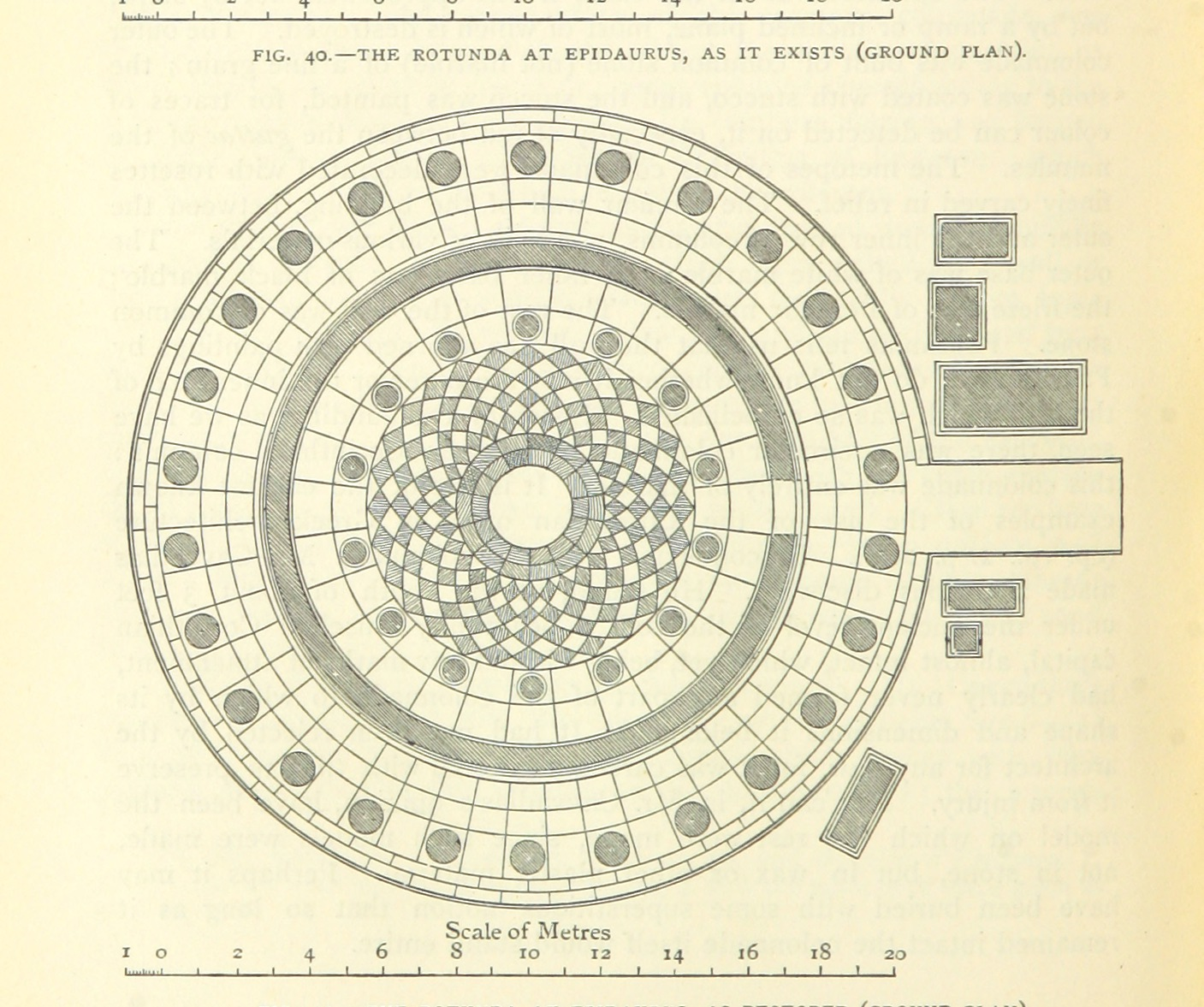
トロスの平面図

### アバトン
アバトンが構築された東南端には、紀元前6世紀より深さ17メートル (56 ft) の井戸（聖なる井戸）があって、その水は病を治す力があるとされていた。アバトンあるいはエンコイメテリオンと呼ばれる列柱館は、イオニア式で細長く、全長70.92メートル (232.7 ft) におよぶ。参籠者（患者）が眠った「お籠もり堂」である。当初、紀元前4世紀前半のこの聖所は東側の約半分で、長さ38.07メートル (124.9 ft)、幅9.42メートル (30.9 ft) であったが、後のヘレニズム時代（紀元前3世紀）もしくはローマ時代に、ほぼ等倍の西側が増築された。北西の斜面の高低差を利用して拡張された西側は2層構造で、下層階からは外階段により中庭と接続している。アバトンの南面にはイオニア式円柱29本が並び、内部に13本の柱があって下層の柱はドーリス式で八角に形成される。1989-2004年、保全事業の一環としてアパトンの一部が修復されている。

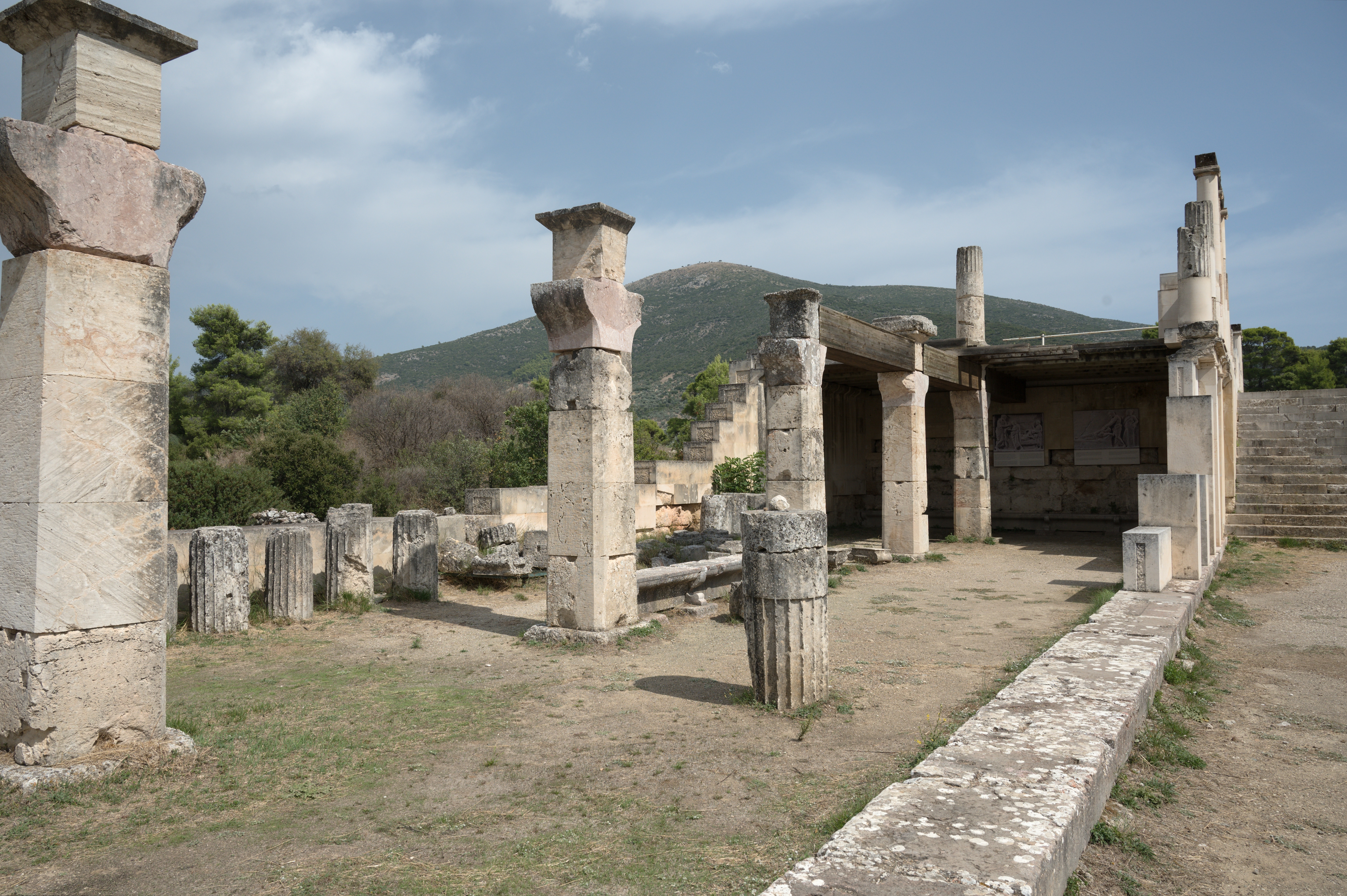
アバトン西側
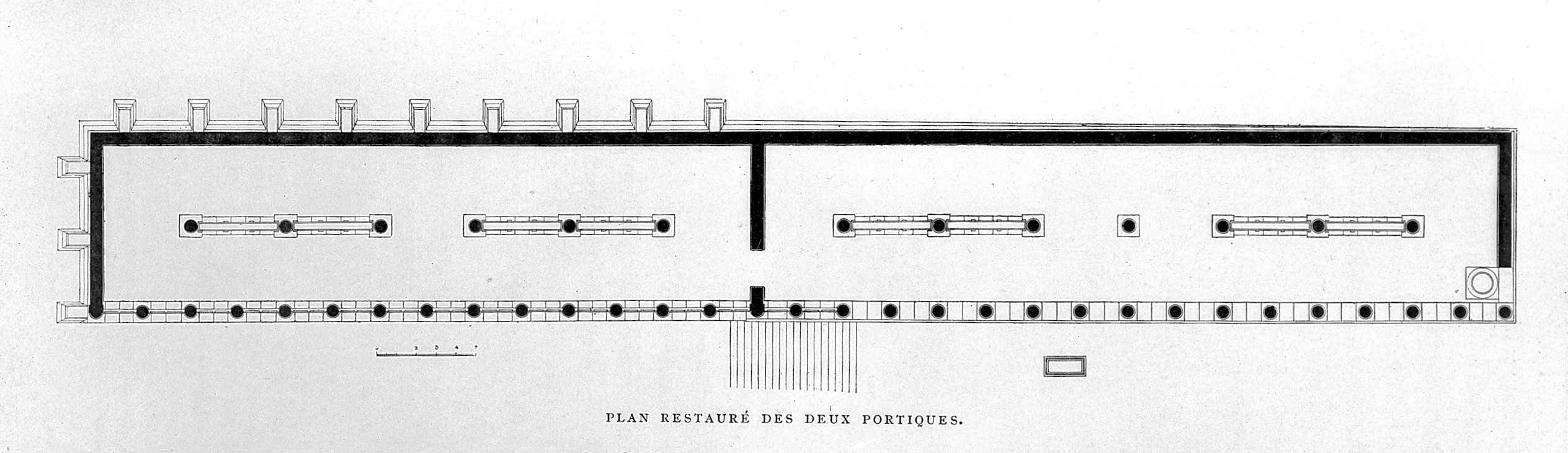
アバトン（スペイン語版）の平面図

### エピドテイオン

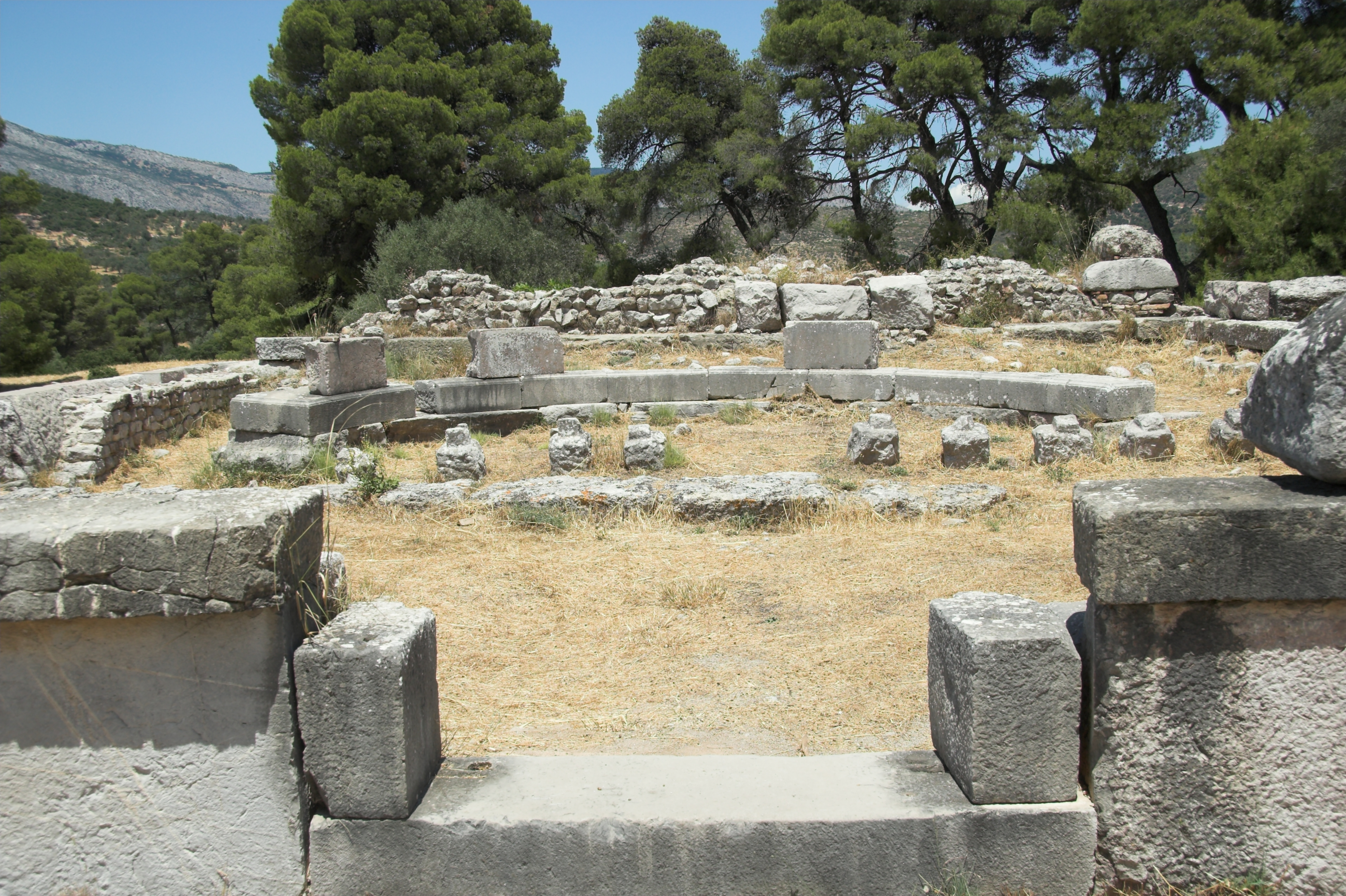
エピドテイオン

エピドテイオンは、大盤振舞い（英: bountiful）の神々であるエピドテスの聖所。エピドタイ (Epidotai) は、健康、富、幸福をもたらす善の神々を指し、アスクレーピオスとその家族、治療に関わる眠りの神ヒュプノスが知られる。エピドテイオンは紀元前4世紀にさかのぼり、紀元後2世紀にアントニヌスにより再建された。ローマ時代の遺跡は一部修復され、前庭とともに奥には神像の半円形の台座が保存される。

### スタディオン

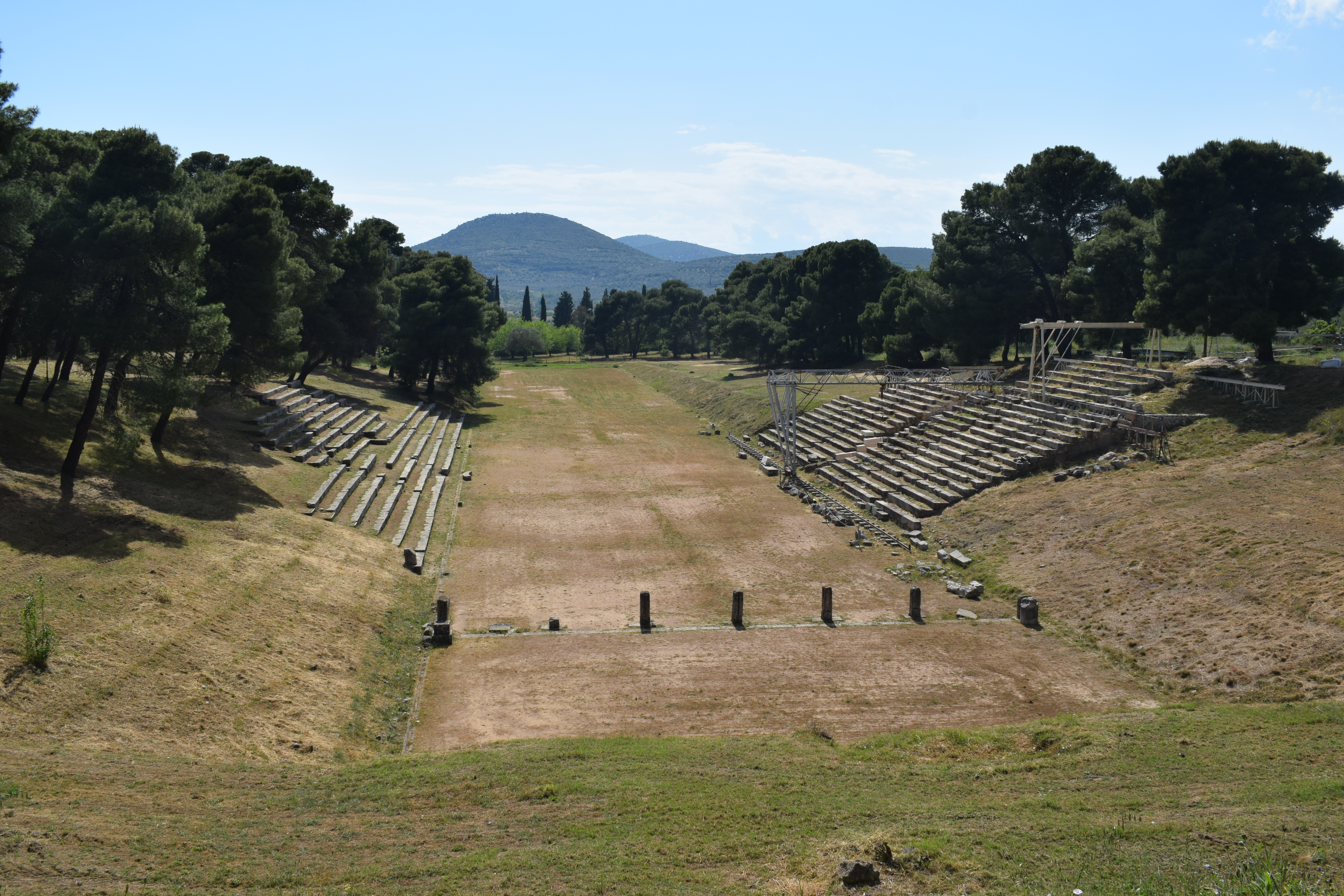
スタディオン

エピダウロスの競技場は、全長196.44メートル (644.5 ft)、幅23メートル (75 ft)、コースの長さは181.30メートル (594.8 ft)ないし180.12メートル (590.9 ft)、幅21.51メートル (70.6 ft)。天然の地形により造成され、一段低い位置にある。紀元前4世紀末、北側22列、南側14列の石造の座席が構築されていた。

### 劇場

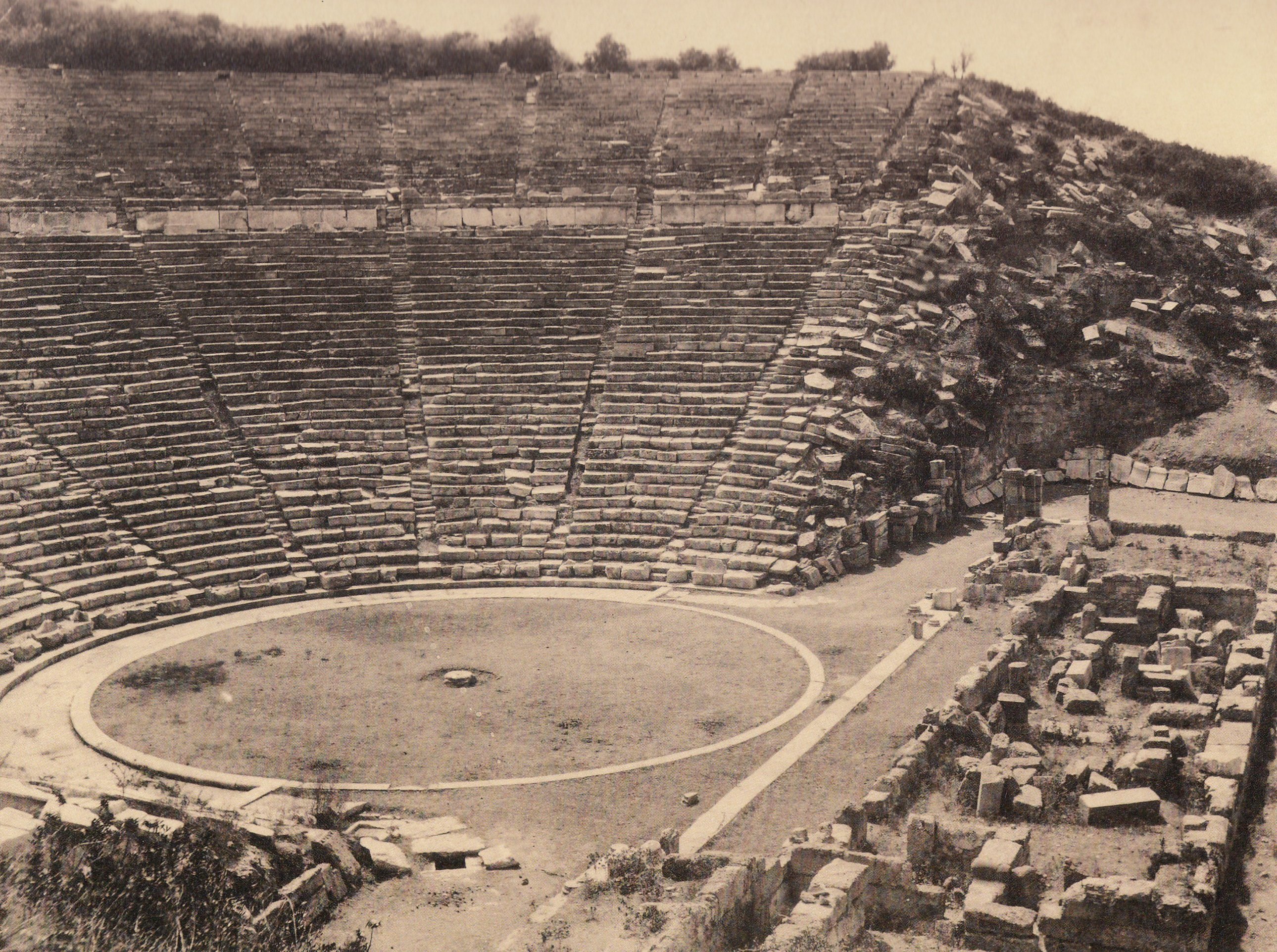
劇場（ヴィルヘルム・プリュショー〈1852-1930年〉）

紀元前4世紀（前340-330年）に座席数6000席の劇場（下層34列）が建設された後、紀元前2世紀（初頭）に現在の座席55列（下層34列・上層21列）、1万2300人が収容可能な劇場に拡張された。円形のオルケーストラは直径約20メートル (66 ft) で、中心に円形の小さい石板（テュメレー、thymele〈祭壇〉の台座〉）がある。また、舞台の遺構（スケーネー、skene〈スケニオンとプロスケニオン〉の礎石）が残存するほか、左右に通路（パロドイ、parodoi）の二重扉の枠（ポロス石）が復元されている。1881-1882年、アテネ考古学協会により非常に良い保存状態で発掘された。このエピダウロスの劇場は優れた音響においても知られる。

## 登録基準
この世界遺産は世界遺産登録基準のうち、以下の条件を満たし、登録された（以下の基準は世界遺産センター公表の登録基準からの翻訳、引用である）。
- (1) 人類の創造的才能を表現する傑作。
- (2) ある期間を通じてまたはある文化圏において、建築、技術、記念碑的芸術、都市計画、景観デザインの発展に関し、人類の価値の重要な交流を示すもの。
- (3) 現存するまたは消滅した文化的伝統または文明の、唯一のまたは少なくとも稀な証拠。
- (4) 人類の歴史上重要な時代を例証する建築様式、建築物群、技術の集積または景観の優れた例。
- (6) 顕著で普遍的な意義を有する出来事、現存する伝統、思想、信仰または芸術的、文学的作品と直接にまたは明白に関連するもの（この基準は他の基準と組み合わせて用いるのが望ましいと世界遺産委員会は考えている）。